# Résultats détaillés des championnats d'Europe d'athlétisme 1962
Résultats détaillés des Championnats d'Europe d'athlétisme 1962 de Belgrade.
| Courses: 100 m - 200 m - 400 m - 800 m - 1 500 m - 5 000 m - 10 000 m - Marathon Obstacles: 80 m haies - 110 m haies - 400 m haies - 3 000 m steeple Marche: 20 km - 50 km Sauts: Hauteur - Longueur - Triple saut - Perche Lancers: Javelot - Disque - Poids - Marteau Relais: 4 × 100 m - 4 × 400 m Epreuves combinées: Décathlon - Pentathlon Tableau des médailles |

## 100 m
| Rang | Pays                 | Athlète          | Temps  |
| ---- | -------------------- | ---------------- | ------ |
| 1    | France               | Claude Piquemal  | 10 s 4 |
| 2    | France               | Jocelyn Delecour | 10 s 4 |
| 3    | Allemagne de l'Ouest | Peter Gamper     | 10 s 4 |
| 4    | Allemagne de l'Ouest | Alfred Hebauf    | 10 s 4 |
| 5    | Pologne              | Jerzy Juskowiak  | 10 s 4 |
| 6    | Pologne              | Marian Foik      | 10 s 5 |

| Rang | Pays                 | Athlète          | Temps  |
| ---- | -------------------- | ---------------- | ------ |
| 1    | Royaume-Uni          | Dorothy Hyman    | 11 s 3 |
| 2    | Allemagne de l'Ouest | Jutta Heine      | 11 s 3 |
| 3    | Pologne              | Teresa Ciepły    | 11 s 4 |
| 4    | Royaume-Uni          | Daphne Arden     | 11 s 5 |
| 5    | Allemagne de l'Est   | Hannelore Raepke | 11 s 6 |
| 6    | Pologne              | Elzbieta Szyroka | 11 s 8 |

## 200 m
| Rang | Pays                 | Athlète          | Temps  |
| ---- | -------------------- | ---------------- | ------ |
| 1    | Suède                | Ove Jonsson      | 20 s 7 |
| 2    | Pologne              | Marian Foik      | 20 s 8 |
| 3    | Italie               | Sergio Ottolina  | 20 s 8 |
| 4    | France               | Jocelyn Delecour | 21 s 0 |
| 5    | Royaume-Uni          | David Jones      | 21 s 0 |
| 6    | Allemagne de l'Ouest | Heinz Schumann   | 21 s 2 |

| Rang | Pays                 | Athlète               | Temps  |
| ---- | -------------------- | --------------------- | ------ |
| 1    | Allemagne de l'Ouest | Jutta Heine           | 23 s 5 |
| 2    | Royaume-Uni          | Dorothy Hyman         | 23 s 7 |
| 3    | Pologne              | Barbara Sobotta       | 23 s 9 |
| 4    | Royaume-Uni          | Daphne Arden          | 24 s 2 |
| 5    | Union soviétique     | Valentina Maslovskaya | 24 s 2 |
| 6    | Royaume-Uni          | Ann Packer            | 24 s 4 |

## 400 m
| Rang | Pays                 | Athlète            | Temps  |
| ---- | -------------------- | ------------------ | ------ |
| 1    | Royaume-Uni          | Robbie Brightwell  | 45 s 9 |
| 2    | Allemagne de l'Ouest | Manfred Kinder     | 46 s 1 |
| 3    | Allemagne de l'Ouest | Hans-Joachim Reske | 46 s 4 |
| 4    | Royaume-Uni          | Adrian Metcalfe    | 46 s 4 |
| 5    | Royaume-Uni          | Barry Jackson (en) | 46 s 6 |
| 6    | Pologne              | Andrzej Badenski   | 47 s 4 |

| Rang | Pays                 | Athlète              | Temps  |
| ---- | -------------------- | -------------------- | ------ |
| 1    | Union soviétique     | Mariya Itkina        | 53 s 4 |
| 2    | Royaume-Uni          | Elizabeth Grieveson  | 53 s 9 |
| 3    | Pays-Bas             | Tilly van der Zwaard | 54 s 2 |
| 4    | Allemagne de l'Ouest | Helga Henning        | 54 s 6 |
| 5    | Union soviétique     | Yekatyerina Parlyuk  | 54 s 9 |
| 6    | Irlande              | Maeve Kyle           | 57 s 5 |

## 800 m
| Rang | Pays                 | Athlète              | Temps        |
| ---- | -------------------- | -------------------- | ------------ |
| 1    | Allemagne de l'Est   | Manfred Matuschewski | 1 min 50 s 5 |
| 2    | Union soviétique     | Valeriy Bulishev     | 1 min 51 s 2 |
| 3    | Allemagne de l'Ouest | Paul Schmidt         | 1 min 51 s 2 |
| 4    | Finlande             | Olavi Salonen        | 1 min 51 s 2 |
| 5    | Irlande              | Derek McCleane       | 1 min 51 s 3 |
| 6    | Union soviétique     | Abram Krivosheyev    | 1 min 51 s 5 |

| Rang | Pays               | Athlète              | Temps        |
| ---- | ------------------ | -------------------- | ------------ |
| 1    | Pays-Bas           | Gerda Kraan          | 2 min 02 s 8 |
| 2    | Allemagne de l'Est | Waltraut Kaufmann    | 2 min 05 s 0 |
| 3    | Hongrie            | Olga Kazi            | 2 min 05 s 0 |
| 4    | Royaume-Uni        | Joy Jordan           | 2 min 05 s 0 |
| 5    | Pologne            | Krysztyna Nowakowska | 2 min 05 s 8 |
| 6    | Union soviétique   | Vyera Mukhanova      | 2 min 07 s 2 |

## 1 500 m
| Rang | Pays                 | Athlète          | Temps        |
| ---- | -------------------- | ---------------- | ------------ |
| 1    | France               | Michel Jazy      | 3 min 40 s 9 |
| 2    | Pologne              | Witold Baran     | 3 min 42 s 1 |
| 3    | Tchécoslovaquie      | Tomáš Salinger   | 3 min 42 s 2 |
| 4    | Allemagne de l'Ouest | Heinz Böthling   | 3 min 42 s 7 |
| 5    | Allemagne de l'Est   | Werner Krause    | 3 min 43 s 8 |
| 6    | Union soviétique     | Vasiliy Savinkov | 3 min 44 s 2 |

## 5 000 m
| Rang | Pays             | Athlète          | Temps         |
| ---- | ---------------- | ---------------- | ------------- |
| 1    | Royaume-Uni      | Bruce Tulloh     | 14 min 00 s 6 |
| 2    | Pologne          | Kazimierz Zimny  | 14 min 01 s 8 |
| 3    | Union soviétique | Pyotr Bolotnikov | 14 min 02 s 6 |
| 4    | Pologne          | Lech Boguszewicz | 14 min 03 s 4 |
| 5    | France           | Michel Bernard   | 14 min 03 s 8 |
| 6    | Royaume-Uni      | John Anderson    | 14 min 04 s 2 |

## 10 000 m
| Rang | Pays               | Athlète          | Temps         |
| ---- | ------------------ | ---------------- | ------------- |
| 1    | Union soviétique   | Pyotr Bolotnikov | 28 min 54 s 0 |
| 2    | Allemagne de l'Est | Friedrich Janke  | 29 min 01 s 6 |
| 3    | Royaume-Uni        | Roy Fowler       | 29 min 02 s 0 |
| 4    | Royaume-Uni        | Martin Hyman     | 29 min 02 s 0 |
| 5    | France             | Robert Bogey     | 29 min 02 s 6 |
| 6    | Union soviétique   | Leonid Ivanov    | 29 min 04 s 8 |

## Marathon
| Rang | Pays             | Athlète                | Temps           |
| ---- | ---------------- | ---------------------- | --------------- |
| 1    | Royaume-Uni      | Brian Kilby            | 2 h 23 min 18 s |
| 2    | Belgique         | Aurèle Vandendriessche | 2 h 24 min 02 s |
| 3    | Union soviétique | Viktor Baikov          | 2 h 24 min 19 s |
| 4    | Royaume-Uni      | Alastair Wood          | 2 h 25 min 57 s |
| 5    | Tchécoslovaquie  | Pavel Kantorek         | 2 h 26 min 54 s |
| 6    | Union soviétique | Sergey Popov           | 2 h 27 min 46 s |

## 110 m haies/80 m haies
| Rang | Pays             | Athlète             | Temps  |
| ---- | ---------------- | ------------------- | ------ |
| 1    | Union soviétique | Anatoliy Mikhailov  | 13 s 8 |
| 2    | Italie           | Giovanni Cornacchia | 14 s 0 |
| 3    | Union soviétique | Nikolay Berezutskiy | 14 s 2 |
| 4    | France           | Michel Chardel      | 14 s 2 |
| 5    | Italie           | Giorgio Mazza       | 14 s 3 |
| 6    | Union soviétique | Valentin Chystiakov | 14 s 4 |

| Rang | Pays                 | Athlète          | Temps  |
| ---- | -------------------- | ---------------- | ------ |
| 1    | Pologne              | Teresa Ciepły    | 10 s 6 |
| 2    | Allemagne de l'Est   | Karin Balzer     | 10 s 6 |
| 3    | Pologne              | Maria Piatkowska | 10 s 6 |
| 3    | Allemagne de l'Ouest | Erika Fisch      | 10 s 6 |
| 5    | Union soviétique     | Rimma Koshelyova | 10 s 8 |
| 6    | Union soviétique     | Galina Bystrova  | 10 s 8 |

## 400 m haies
| Rang | Pays                 | Athlète          | Temps  |
| ---- | -------------------- | ---------------- | ------ |
| 1    | Italie               | Salvatore Morale | 49 s 2 |
| 2    | Allemagne de l'Ouest | Jörg Neumann     | 50 s 3 |
| 3    | Allemagne de l'Ouest | Helmut Janz      | 50 s 5 |
| 4    | Finlande             | Jussi Rintamäki  | 50 s 8 |
| 5    | Union soviétique     | Boris Kriunov    | 51 s 3 |
| 6    | Union soviétique     | Vasiliy Anisimov | 54 s 2 |

## 3 000 m steeple
| Rang | Pays               | Athlète             | Temps        |
| ---- | ------------------ | ------------------- | ------------ |
| 1    | Belgique           | Gaston Roelants     | 8 min 32 s 6 |
| 2    | Roumanie           | Zoltan Vamos        | 8 min 37 s 6 |
| 3    | Union soviétique   | Nikolay Sokolov     | 8 min 40 s 6 |
| 4    | Allemagne de l'Est | Hermann Buhl        | 8 min 47 s 2 |
| 5    | Hongrie            | Attila Simon        | 8 min 49 s 4 |
| 6    | Union soviétique   | Vladimir Yevdokimov | 8 min 50 s 8 |

## Saut en hauteur
| Rang | Pays               | Athlète            | Performance |
| ---- | ------------------ | ------------------ | ----------- |
| 1    | Union soviétique   | Valeri Brumel      | 2,21 m      |
| 2    | Suède              | Stig Pettersson    | 2,13 m      |
| 3    | Union soviétique   | Robert Shavlakadze | 2,09 m      |
| 4    | Union soviétique   | Viktor Bolshov     | 2,06 m      |
| 5    | Pologne            | Edward Czernik     | 2,06 m      |
| 6    | Allemagne de l'Est | Gerd Dührkop       | 2,06 m      |

| Rang | Pays               | Athlète         | Performance |
| ---- | ------------------ | --------------- | ----------- |
| 1    | Roumanie           | Iolanda Balas   | 1,83 m      |
| 2    | Yougoslavie        | Olga Gere       | 1,76 m      |
| 3    | Royaume-Uni        | Linda Knowles   | 1,73 m      |
| 4    | Royaume-Uni        | Dorothy Shirley | 1,67 m      |
| 5    | Allemagne de l'Est | Doris Walther   | 1,67 m      |
| 6    | Union soviétique   | Taisia Chenchik | 1,64 m      |

## Saut en longueur
| Rang | Pays             | Athlète             | Performance |
| ---- | ---------------- | ------------------- | ----------- |
| 1    | Union soviétique | Igor Ter-Ovanessian | 8,19 m      |
| 2    | Finlande         | Rainer Stenius      | 7,85 m      |
| 3    | Finlande         | Pentti Eskola       | 7,85 m      |
| 4    | Union soviétique | Dmitriy Bondarenko  | 7,83 m      |
| 5    | Pologne          | Waldemar Gawron     | 7,73 m      |
| 6    | Hongrie          | Henrik Kalocsai     | 7,66 m      |

| Rang | Pays                 | Athlète              | Performance |
| ---- | -------------------- | -------------------- | ----------- |
| 1    | Union soviétique     | Tatyana Shchelkanova | 6,36 m      |
| 2    | Pologne              | Elzbieta Krzesinska  | 6,22 m      |
| 3    | Royaume-Uni          | Mary Rand            | 6,22 m      |
| 4    | Pays-Bas             | Joke Byleveld        | 6,21 m      |
| 5    | Allemagne de l'Ouest | Helga Hoffmann       | 6,19 m      |
| 6    | Allemagne de l'Est   | Hildrun Claus        | 6,12 m      |

## Saut à la perche
| Rang | Pays            | Athlète         | Performance |
| ---- | --------------- | --------------- | ----------- |
| 1    | Finlande        | Pentti Nikula   | 4,80 m      |
| 2    | Tchécoslovaquie | Rudolf Tomásek  | 4,60 m      |
| 3    | Finlande        | Kauko Nyström   | 4,60 m      |
| 4    | Finlande        | Risto Ankio     | 4,55 m      |
| 5    | France          | Maurice Houvion | 4,55 m      |
| 6    | Yougoslavie     | Roman Lesek     | 4,55 m      |

## Triple saut
| Rang | Pays             | Athlète              | Performance |
| ---- | ---------------- | -------------------- | ----------- |
| 1    | Pologne          | Józef Schmidt        | 16,55 m     |
| 2    | Union soviétique | Vladimir Goryayev    | 16,39 m     |
| 3    | Union soviétique | Oleg Fedoseyev       | 16,24 m     |
| 4    | Pologne          | Jan Jaskólski        | 16,02 m     |
| 5    | Yougoslavie      | Radoslav Jocic       | 15,68 m     |
| 6    | Islande          | Vilhjálmur Einarsson | 15,62 m     |

## Lancer du disque
| Rang | Pays               | Athlète             | Performance |
| ---- | ------------------ | ------------------- | ----------- |
| 1    | Union soviétique   | Vladimir Trusenyov  | 57,11 m     |
| 2    | Pays-Bas           | Kees Koch           | 55,96 m     |
| 3    | Allemagne de l'Est | Lothar Milde        | 55,47 m     |
| 4    | Pologne            | Edmund Piątkowski   | 55,13 m     |
| 5    | Union soviétique   | Viktor Kompanyeyets | 54,74 m     |
| 6    | Hongrie            | József Szécsényi    | 54,66 m     |

| Rang | Pays               | Athlète              | Performance |
| ---- | ------------------ | -------------------- | ----------- |
| 1    | Union soviétique   | Tamara Press         | 56,91 m     |
| 2    | Allemagne de l'Est | Doris Lorenz-Müller  | 53,60 m     |
| 3    | Hongrie            | Jolán Kontsek        | 52,82 m     |
| 4    | Union soviétique   | Antonina Zolotukhina | 51,78 m     |
| 5    | Tchécoslovaquie    | Jirina Nemcová       | 51,58 m     |
| 6    | Union soviétique   | Nina Pomomaryeva     | 51,03 m     |

## Lancer du poids
| Rang | Pays             | Athlète          | Performance |
| ---- | ---------------- | ---------------- | ----------- |
| 1    | Hongrie          | Vilmos Varjú     | 19,02 m     |
| 2    | Union soviétique | Viktor Lipsnis   | 18,38 m     |
| 3    | Pologne          | Alfred Sosgórnik | 18,26 m     |
| 4    | Pologne          | Wladyslaw Komar  | 18,00 m     |
| 5    | Hongrie          | Zsigmond Nagy    | 17,97 m     |
| 6    | Tchécoslovaquie  | Jiří Skobla      | 17,87 m     |

| Rang | Pays               | Athlète            | Performance |
| ---- | ------------------ | ------------------ | ----------- |
| 1    | Union soviétique   | Tamara Press       | 18,55 m     |
| 2    | Allemagne de l'Est | Renate Garisch     | 17,17 m     |
| 3    | Union soviétique   | Galina Zybina      | 16,95 m     |
| 4    | Allemagne de l'Est | Johanna Hübner     | 15,97 m     |
| 5    | Allemagne de l'Est | Wilfriede Hoffmann | 15,75 m     |
| 6    | Roumanie           | Ana Salagean       | 15,26 m     |

## Lancer du marteau
| Rang | Pays             | Athlète            | Performance |
| ---- | ---------------- | ------------------ | ----------- |
| 1    | Hongrie          | Gyula Zsivótzky    | 69,64 m     |
| 2    | Union soviétique | Aleksey Baltovskiy | 66,93 m     |
| 3    | Union soviétique | Yuriy Bakarinov    | 66,57 m     |
| 4    | Autriche         | Heinrich Thun      | 65,23 m     |
| 5    | Pologne          | Olgierd Cieply     | 64,34 m     |
| 6    | Union soviétique | Vasiliy Rudenkov   | 63,94 m     |

## Lancer du javelot
| Rang | Pays             | Athlète            | Performance |
| ---- | ---------------- | ------------------ | ----------- |
| 1    | Union soviétique | Janis Lusis        | 82,04 m     |
| 2    | Union soviétique | Viktor Tsybulenko  | 77,92 m     |
| 3    | Pologne          | Wladyslaw Nikiciuk | 77,66 m     |
| 4    | Pologne          | Marian Machowina   | 77,15 m     |
| 5    | Hongrie          | Gergely Kulcsár    | 76,89 m     |
| 6    | Italie           | Carlo Lievore      | 76,25 m     |

| Rang | Pays                 | Athlète            | Performance |
| ---- | -------------------- | ------------------ | ----------- |
| 1    | Union soviétique     | Elvira Ozolina     | 54,93 m     |
| 2    | Roumanie             | Măria Diaconescu   | 52,10 m     |
| 3    | Union soviétique     | Alevtina Shastitko | 51,80 m     |
| 4    | Allemagne de l'Ouest | Anneliese Gerhards | 50,92 m     |
| 5    | Hongrie              | Márta Antal        | 49,91 m     |
| 6    | Autriche             | Erika Strasser     | 49,90 m     |

## 4 × 100 m relais
| Rang | Pays                 | Athlètes                                                       | Temps  |
| ---- | -------------------- | -------------------------------------------------------------- | ------ |
| 1    | Allemagne de l'Ouest | Klaus Ulonska Peter Gamper Hans-Joachim Bender Manfred Germar  | 39 s 5 |
| 2    | Pologne              | Jerzy Juskowiak Andrzej Zielinski Zbigniew Syka Marian Foik    | 39 s 5 |
| 3    | Royaume-Uni          | Alf Meakin Ron Jones Berwyn Jones David Jones                  | 39 s 8 |
| 4    | France               | Jean-Paul Lambrot Guy Lagorce Claude Piquemal Jocelyn Delecour | 40 s 0 |
| 5    | Italie               | -                                                              | 40 s 3 |
| 6    | Hongrie              | -                                                              | 40 s 5 |

| Rang | Pays                 | Athlètes                                                        | Temps  |
| ---- | -------------------- | --------------------------------------------------------------- | ------ |
| 1    | Pologne              | Teresa Ciepły Barbara Sobotta Elzbieta Szyroka Maria Piatkowska | 44 s 5 |
| 2    | Allemagne de l'Ouest | Erika Fisch Martha Pensberger Maren Collin Jutta Heine          | 44 s 6 |
| 3    | Royaume-Uni          | Ann Packer Dorothy Hyman Daphne Arden Mary Rand                 | 44 s 9 |
| 4    | Yougoslavie          | -                                                               | 46 s 4 |

## 4 × 400 m relais
| Rang | Pays                 | Athlètes                                                               | Temps        |
| ---- | -------------------- | ---------------------------------------------------------------------- | ------------ |
| 1    | Allemagne de l'Ouest | Johannes Schmitt Wilfried Kindermann Hans-Joachim Reske Manfred Kinder | 3 min 05 s 8 |
| 2    | Royaume-Uni          | Barry Jackson (en) Kenneth Wilcock Adrian Metcalfe Robbie Brightwell   | 3 min 05 s 9 |
| 3    | Suisse               | Bruno Galliker Jean-Louis Descloux Marius Theiler Hansruedi Bruder     | 3 min 07 s 0 |
| 4    | Suède                | -                                                                      | 3 min 07 s 7 |
| 5    | Italie               | -                                                                      | 3 min 07 s 8 |
| 6    | France               | Jean Bertozzi Bernard Martin Jean-Pierre Boccardo Germain Nelzy        | 3 min 08 s 9 |

## 20 km marche
| Rang | Pays               | Athlète              | Temps             |
| ---- | ------------------ | -------------------- | ----------------- |
| 1    | Royaume-Uni        | Kenneth Matthews     | 1 h 35 min 54 s 8 |
| 2    | Allemagne de l'Est | Hans-Georg Reimann   | 1 h 36 min 14 s 2 |
| 3    | Union soviétique   | Volodymyr Holubnychy | 1 h 36 min 37 s 6 |
| 4    | Union soviétique   | Anatoliy Vedyakov    | 1 h 37 min 23 s 6 |
| 5    | Suède              | Lennart Back         | 1 h 38 min 16 s 2 |
| 6    | Allemagne de l'Est | Dieter Lindner       | 1 h 38 min 34 s 8 |

## 50 km marche
| Rang | Pays               | Athlète            | Temps             |
| ---- | ------------------ | ------------------ | ----------------- |
| 1    | Italie             | Abdon Pamich       | 4 h 18 min 56 s 6 |
| 2    | Union soviétique   | Grigoriy Panichkin | 4 h 24 min 35 s 6 |
| 3    | Royaume-Uni        | Donald Thompson    | 4 h 29 min 11 s 2 |
| 4    | Allemagne de l'Est | Christoph Höhne    | 4 h 29 min 37 s 8 |
| 5    | Suède              | John Ljunggren     | 4 h 30 min 19 s 8 |
| 6    | Hongrie            | Istvan Havasi      | 4 h 34 min 14 s 8 |

## Décathlon/Pentathlon
| Rang | Pays                 | Athlète           | Performance |
| ---- | -------------------- | ----------------- | ----------- |
| 1    | Union soviétique     | Vasily Kuznetsov  | 8 026 pts   |
| 2    | Allemagne de l'Ouest | Werner von Moltke | 8 022 pts   |
| 3    | Allemagne de l'Ouest | Manfred Bock      | 7 835 pts   |
| 4    | Pays-Bas             | Eef Kamerbeek     | 7 724 pts   |
| 5    | Allemagne de l'Ouest | Willi Holdorf     | 7 523 pts   |
| 6    | Union soviétique     | Yuriy Dyachov     | 7 400 pts   |

| Rang | Pays                 | Athlète         | Performance |
| ---- | -------------------- | --------------- | ----------- |
| 1    | Union soviétique     | Galina Bystrova | 4 833 pts   |
| 2    | France               | Denise Guénard  | 4 735 pts   |
| 3    | Allemagne de l'Ouest | Helga Hoffmann  | 4 676 pts   |
| 4    | Allemagne de l'Ouest | Ingrid Becker   | 4 663 pts   |
| 5    | Royaume-Uni          | Mary Peters     | 4 586 pts   |

## Légende
- RE : Record d'Europe
- RC : Record des Championnats
- RN : Record national
- disq. : disqualification
- ab. : abandon